# Amphineurus molophilinus
Amphineurus molophilinus är en tvåvingeart som beskrevs av Alexander 1922. Amphineurus molophilinus ingår i släktet Amphineurus och familjen småharkrankar. Inga underarter finns listade i Catalogue of Life.